# Marina Lee
Marina Gubònina (per matrimoni, Marina Lie o Lee i, en el món artístic, Marina Noreg), ballarina, mestra de ball i coreògrafa, va néixer a Sant Petersburg el 27 de juny de 1902 i va morir a Barcelona el 22 de desembre del 1976.

## Biografia

### Formació i primers anys
Estudià ballet, teatre i direcció escènica a l'Escola de Ballet del Teatre de Sant Petersburg, a l'Institut d'Art Escènic i a l'Institut del Ritme de Sant Petersburg, al costat de mestres com Olga Preobrajénskaia, Piotr Gusev, Fyodor Lopukhov o Kasyan Goleizovski, ballarins com Alexander Chekryguin, músics com Ignasi Glasser. I també a Leningrad, amb Nina Romanova.
Patí en primera persona les commocions de la revolució soviètica, en què moriren els pares i el germà. Inicià la seva carrera i treballà com a solista en els ballets de l'Estat de Sant Petersburg i de Moscou, fins al 1939. Casada el 1931 amb un diplomàtic noruec, Einar Andreas Lie, el 1935 va fundar l'Escola de Ballet a Oslo i dos anys més tard la seva pròpia companyia, Ballet de Marina Gubònina, amb què feu gires per Noruega, Suècia, Itàlia i Suïssa.També feu muntatges coreogràfics per a diversos teatres i companyies d'Escandinàvia.

### Espionatge
S'especulà amb la possibilitat que hagués participat aleshores en activitats d'espionatge, amb els noms de Marie Alexevna o Luise Lohmann, i que la seva activitat professional li hagués servit de cobertura. Sembla que la desclassificació d'arxius del servei secret britànic ho hauria confirmat.

### Arribada a Madrid i Barcelona
Amb l'ocupació alemanya de Noruega, viatjà a Suècia i, novament impulsada per una relació sentimental, fins a Madrid, on va passar dos anys muntant balls. Sembla que hauria obtingut protecció i favors del règim de Franco –pel fet d'haver col·laborat per a la invasió de Noruega del règim nazi–, i la relació amb les elits del poder polític i econòmic dels primers anys del franquisme.

### Professora i coreògrafa
Al 1943 visità Barcelona i hi fixà definitivament la residència. Fins al 1946 va fer classes de ballet a la seva residència del carrer de Ripoll, 25, un antic palauet dels comtes de Fortuny, on tingué com a alumnes Joan Tena, Paul Goubé, Ivonne Alexander i Irina Kosmowska, alguns dels quals estaven també refugiats a Barcelona. També treballà en diversos recitals de ballet i coreografies clàssiques, com Simfonia inacabada, de Schubert, i Carnaval, de Schumann. I en coreografies de revista i teatre com ara la primera coreografia per a l'espectacle de varietats Scala Fantasía (1946), estrenat al Teatre Calderón de Barcelona, que dirigia l'empresari alemany Eduard Duisberg.
Entre els anys 1947 i 1950 Marina Lie va viure un episodi que li va suposar la reclusió a la presó de dones de Barcelona, i va abandonar tota activitat artística. En ser lliure de nou va reprendre la seva activitat i des de 1953, combinà l'ensenyament de la dansa a la seva escola de ballet del carrer de Sant Pau, 59, de Barcelona –que havia estat l'antiga seu dels pofessors Pauleta Pàmies i Sacha Goudine–, amb els muntatges de nombrosos espectacles per a teatre, revista, sarsuela i cinema.
Va continuar col·laborant amb l'empresari Joaquín Gasa, amb l'Empresa de Matías Colsada, amb l'empresa de José Tamayo i amb la companyia de Tomás Bretón signant coreografies per a espectacles, com ara Taxi al Cómico (del qual se'n feren sis-centes representacions), El gran Clipper, Usted Dirá, Angelina o la Hija del Brigadier, Historia de dos Mujeres, Mil y una piernas, Tranquilandia, No te quedes en la Puerta, Samos alegres, Salero de España, Charleston, Mujeres o diosas, Sirenas de Apolo; sarsueles com Luisa Fernanda, Maruxa, Doña Francisquita, El Conde de Luxemburgo, Katiusca, La verbena de la Paloma, Bohemios, La viuda Alegre, Marina, El barberillo de Lavapiés, Gigantes y cabezudos, La revoltosa, Molinos de Viento i La tavernera del Puerto. El cinema també va ser un mitjà en què va col·laborar, especialment en els anys cinquanta, quan va coreografiar per a pel·lícules dirigides per Ignacio F. Iquino, Danza del Corazón (1952), Good bye Sevilla (1955), La pecadora (1956), El golfo que vio a una estrella (1955); o altres com Muchachas de Bagdad (1952), d'Edgar G. Ulmer i Jerónimo Mihura; Miss couplé (1959), de Pere Lazaga.
Va col·laborar entre 1960 i 1970 amb la companyia teatral Adrià Gual, dirigida per Ricard Salvat, per exemple en la posada en escena de Ronda de mort a Sinera (1965), en què Noreg feia el personatge de la Mort.

### Deixebles
Entre els seus deixebles, destaca especialment el ballarí, mestre de ball i coreògraf Joan Tena, el seu deixeble preferit, que en rebé lliçons durant vint-i-vuit anys. Amb la companyia de Joan Tena (1954-1957) Marina Noreg exercí de mestra i coreògrafa. I també Miguel Navarro, Emilio Altés, Montserrat Costa i Jordi Ventura, entre d'altres. Durant els anys seixanta va impartir docència a l'escola Estudio Fiord, que dirigia Isabel Danís Ferran, i encara formà l'última generació de ballarins, entre els quals Enric Castan, Mercedes Ribera, Josep Maria Escudero, Neus López-Llauder, Cristina Magnet, Agustí Ros, Lolita Vilalta o Carme Calvet.

### Últims anys
Consagrà els darrers anys a l'ensenyament de professionals i d'infants, amb total dedicació a l'art de la dansa, de la coreografia i del teatre, i amb la formació de diverses generacions de ballarins. Els últims anys va haver de patir l'amputació d'una cama i al 1972 rebé un homenatge al Teatre Romea. Va viure els anys setanta al seu pis del carrer d'Aribau, on encara impartia classes asseguda en una cadira de rodes.

### Doble trajectòria
Amb una gran cultura musical i artística i un ampli sentit teatral, Marina Lee va desenvolupar durant més de trenta anys a Barcelona la doble activitat coreogràfica i pedagògica amb eficàcia. Les seves coreografies parteixen, en general, de Petrouchka, de Stravinski i els seus ensenyaments eren de ball neoclàssic, amb cert gust pel romàntic. Coneixia, però, la tradició romàntica, clàssica i expressionista, el realisme soviètic i la tradició de les escoles franceses italianes, russes i alemanyes i creava unes coreografies summament expressives i harmonioses. Les característiques més destacables de la seva tasca pedagògica es basaven en l'escola de tradició russaː un gran coneixement de l'anatomia humana, musicalitat i expressivitat, disciplina i rigor professional.

## Fons personal
El seu fons personal es conserva a l'Arxiu Nacional de Catalunya. El fons conté la documentació generada i rebuda per Marina Gubònina (Marina Noreg o Marina Lee); personal i familiar (curriculum vitae, notes autobiogràfiques, poesia, fotografies); relacionada amb la seva activitat professional dedicada al ballet i a la coreografia, de la qual destaca, per una banda, la que reflecteix la seva activitat docent vinculada a l'ensenyament de la dansa i a l'escola de ballet de Marina Noreg (que inclou llistes d'alumnes de l'escola, horaris, qualificacions, apunts de les seves classes, fotografies impartint classes i programes de ballet). Per altra banda, sobresurt la documentació relativa a la creació de muntatges i composicions de coreografia originals (que inclou material de treball utilitzat en diferents obres, anotacions sobre ballet, relacions de muntatges fets, dibuixos, reculls de premsa sobre coreografia i ballet, fotografies dirigint assajos, partitures, programes i publicacions periòdiques). El fons reuneix, també, correspondència i documentació sobre Marina Noreg (reculls de premsa, homenatges, notes biogràfiques i monografies).

## Llegat i memòria
Des de 2019 se celebra a Lloret de Mar, Girona, el Challenge dance competition Marina Norega, en el teatre municipal de la localidad.